# Csilla Szentpéteri
Csilla Szentpéteri (* 9. März 1965 in Makó) ist eine ungarische Pianistin und Komponistin.

## Leben
Csilla Szentpéteri begann im Alter von sieben Jahren mit dem Klavierspiel. Nachdem sie zunächst an der Musikschule in ihrer Heimatstadt Makó Klavierunterricht bekommen hatte, setzte sie ihre Studien am Béla-Bartók-Konservatorium in Szeged fort. Danach absolvierte sie als Schülerin von György Nádor ein Studium an der Franz-Liszt-Musikakademie in Budapest, welches sie erfolgreich mit dem Künstlerdiplom im Fach Klavier abschloss. Im Jahr 1988 erhielt sie ihr erstes Stipendium an der Musikakademie in Basel, dem weitere in Tampere, Rom, Santander und Wien folgten. 1991 erhielt sie in Rom an der Accademia Nazionale di Santa Cecilia ein Meisterdiplom. Weiterhin nahm sie an verschiedenen Meisterkursen teil, unter anderem bei György Cziffra. Konzertreisen führten sie in verschiedene europäische Länder und die USA.
In ihrem Repertoire finden sich Kompositionen von Gioachino Rossini, Alexander Porfirjewitsch Borodin, Camille Saint-Saëns, Antonín Dvořák, Edvard Grieg, Isaac Albéniz oder Erik Satie, zumeist in eigenen Arrangements. Dabei verknüpft sie oftmals klassische Musik mit modernen Rhythmen und erweiterter Harmonik und tritt mit einer Band mit Musikinstrumenten der Popmusik auf. Zu ihren bekanntesten Interpretationen zählt das Capriccio Nr. 24  von Niccolò Paganini, im Salsa-Rhythmus gespielt.

## Diskographische Hinweise
- Üzenet. Warner Brothers Music, 2000.
- Vadhajtások. Magneoton Music, 2002.
- Időzónák. Echo Records, 2003.
- Láva. Echo Records, 2005.
- Piano Planet. Universal Music Hungary, 2006.
- Spiritus. Echo Records, 2008.
- Best of Szentpéteri Csilla & Band. Echo Records, 2013.
- Sirocco. Echo Records, 2017.